# Corno inglese (registro d'organo)
Con corno inglese ci si riferisce a un particolare registro dell'organo.

## Struttura
Nonostante il nome, il corno inglese non ha nulla in comune con i corni o con l'Inghilterra. Si tratta, sostanzialmente, di un registro ad ancia caratterizzato da tube di forma mista e da timbro tenorile, simile a quello dell'oboe. Le canne presentano, alla sommità, due tronchi di cono rovesciati.
Il corno inglese è un registro molto comune negli organi italiani del XIX secolo, presente specialmente negli strumenti lombardi come i Serassi, e si trova solitamente nella misura da 16' (raramente anche da 8') come registro spezzato nei soprani.
Diversi autori, come padre Davide da Bergamo e Carlo Bodro, realizzarono composizioni utilizzando il corno inglese come registro solista.